# قلعه دژ استخر
بقایای قلعه دژ استخر مربوط به دوره صفویه - دوره قاجاریه است و در شهرستان بیرجند، بخش مرکزی، دهستان کاهشنگ، روستای استخر واقع شده و این اثر در تاریخ ۸ بهمن ۱۳۸۵ با شمارهٔ ثبت ۱۷۰۶۶ به عنوان یکی از آثار ملی ایران به ثبت رسیده است.